# Praagse Coup
De Praagse Coup was een communistische machtsovername tussen 21 en 25 februari 1948 in Tsjecho-Slowakije, die een ware schokgolf door de Westerse publieke opinie deed gaan vanwege het gemak waarmee de communisten de macht overnamen.
Tsjecho-Slowakije was na de Tweede Wereldoorlog een democratisch geleid land dat binnen de invloedssfeer van de Sovjet-Unie lag. De overheid had een enigszins antiwesters karakter door de slechte ervaringen met de westerse wereld vlak voor de Tweede Wereldoorlog. In de Conferentie van München had het Westen Tsjecho-Slowakije in de steek gelaten.
De gevolgen van de oorlog, de economische crisis en de hongerwinter van 1947 dwongen de coalitieregering van Tsjecho-Slowakije om voedselsteun te vragen aan de Verenigde Staten. De Verenigde Staten ging hiermee akkoord op voorwaarde dat Tsjecho-Slowakije uit de invloedssfeer van de Sovjet-Unie zou gaan en zijn anti-westerse houding zou laten varen. De Tsjecho-Slowaakse regering aanvaardde deelname aan het Marshallplan, maar moest zich onder druk van Moskou terugtrekken. Ook de populaire communistische partij (KSČ) ging niet akkoord en weigerde voedselhulp. De communistische partij had bij verkiezingen 38 procent van de stemmen gehaald, de andere partijen 62 procent. In 1947 pleegden communisten mislukte bomaanslagen op drie niet-communistische ministers, onder wie Jan Masaryk.
Uit protest tegen het feit dat acht niet-communistische hoofdcommissarissen van politie per oekaze werden vervangen, namen twaalf niet-communistische ministers in februari 1948 ontslag. Officieel dienden nu verkiezingen te volgen, maar de communisten organiseerden massale demonstraties en stakingen, waarbij hun milities de straat op gingen. De president durfde het niet aan om vervroegde verkiezingen uit te schrijven en verving eenvoudigweg de afgetreden bewindslieden door twaalf communistische en socialistische ministers. Zo kreeg in Tsjecho-Slowakije de communistische partij alle macht in handen.
Deze omwenteling van een democratisch meerpartijenstelsel naar een eenpartijstaat (alleen de minister van buitenlandse zaken en de president waren geen communisten) onder leiding van de communistische partij, staat bekend als de Praagse Coup. De niet-communistische minister van buitenlandse zaken van het nieuwe kabinet, Jan Masaryk, was nog geen maand in functie toen hij dood onder zijn raam werd gevonden.